# Чаклуни (фільм)
Чаклуни (англ. Sorcerers) — фантастичний фільм.

## У ролях
- Саймон Кларк — Дункан
- Тіна Коте — Королева
- Соня Едді — власник пабу
- Тімоті Елвелл — Вінсент
- Труді Форрістал — Евелін
- Кім Джиллінхем — Леді хороша зірка
- Майкл Галслі — Майстер зброї
- Сінтія Айрленд — реєстратор
- Том Метьюз — Герцог
- Марджорі Монахен — Крі
- Юдзі Окумото — секретар
- Джеррі Ректор — Орейлі
- Дебора Ван Валкенберг — мати
- Кімберлі Воррен — Вінслоу
- Норберт Вайссер — Лорд Менор
- Джеймс Веллінгтон — медик
- Ерл Вайт — чаклун